# Pristimantis anolirex
Pristimantis anolirex é uma espécie de anfíbio  da família Craugastoridae. Pode ser encontrada na Colômbia e Venezuela. Os seus habitats naturais são: regiões subtropicais ou tropicais húmidas de alta altitude, matagal tropical ou subtropical de alta altitude e campos de altitude subtropicais ou tropicais. Está ameaçada por perda de habitat.